# Intoxicados
Intoxicados est un groupe argentin de rock, originaire de Buenos Aires. Il est formé à la fin de l'année 2000, après la séparation du groupe Viejas Locas.

## Histoire
Vers la fin de l'année 2000, Cristian « Pity » Álvarez, après la séparation de son ancien groupe Viejas Locas, décide de former un nouveau groupe avec Abel Meyer à la batterie, Adrián « Burbujas » Pérez aux claviers et Ezequiel « Peri » Rodríguez à l'harmonica, tous anciens compagnons de groupe et amis du groupe formé dans le quartier de Piedrabuena. Ils sont rejoints par Jorge Rossi à la basse, qui vient de quitter Los Gardelitos, et Felipe Barrozo, un adolescent à l'époque, qui avait joué de la basse dans Legendarios, mais qui dans ce cas prendra la place de guitariste,. Les premières répétitions ont lieu pendant l'été de l'année suivante, avec Favio Cuevas aux percussions et Víctor Djamkotchian au saxophone qui rejoignent finalement le groupe. Ces membres forment le groupe Intoxicados. 
Intoxicados se caractérise et se différencie du groupe précédent de Cristian « Pity » Álvarez par l'ouverture musicale qu'il présente malgré son statut de groupe de rock (il joue des styles tels que le rock acoustique, le hip-hop, le reggae, le funk, le punk et même la musique électronique),,. Le groupe se sépare en février 2009, après avoir annoncé un hiatus indéfini qui se poursuit encore. 

## Membres
- Pity Álvarez - voix, guitare électrique (2000-2009)
- Felipe Barrozo - guitare électrique, chœurs (2000-2009)
- Jorge Rossi - basse, chœurs (2000-2009)
- Abel Meyer - batterie (2000-2009)
- Adrián Pérez - claviers, chœurs (2000-2009)
- Ezequiel Rodríguez - harmonica (2000-2009)
- Victor Djamkotchian - saxophone (2000-2009)
- Fabio Cuevas - percussions (2000-2009)

## Discographie
- 2001 : ¡¡Buen día!!
- 2003 : No es solo rock and roll
- 2005 : Otro día en el planeta Tierra
- 2008 : El exilio de las especies (Thend)
- 2020 : Otra noche en la Luna (album live)